# Hieronymus Stephan von Elver
Hieronymus Stephan von Elver (* 1584 in Lüneburg; † Ende 1624 in Wien) war Reichshofrat, kaiserlicher Gesandter und Schriftsteller.

## Leben
Hieronymus Stephan von Elver entstammte einer seit 1273 in Lüneburg nachweisbaren Patrizierfamilie. Er war ein Sohn des Lüneburger Bürgermeisters Leonhard von Elver. Der gleichnamige Lüneburger Bürgermeister Leonhard von Elver war sein Halbbruder.
Er war zunächst als wirklicher Hofrat und Geheimer Rat am kurbrandenburgischen Hof tätig. 1619 konvertierte er vom Lutherischen zum römisch-katholischen Glauben und trat in die Dienste des Kaisers Matthias, der ihn sogleich in den Reichshofrat aufnahm, welchem er bis zu seinem Lebensende angehörte. Als Vertrauter und Gesandter von Kaiser Ferdinand II. führten ihn diplomatische Missionen der katholischen Partei 1619 wegen des Aufstands in Böhmen nach Sachsen, in deren weiteren Verlauf im März 1620 in Mühlhausen zwischen Kaiser und dem Kurfürsten von Sachsen eine Einigung erzielt wurde, die Verpfändung der Lausitz an Sachsen führte. Im Frühjahr 1620 verhandelte er erfolgreich mit dem Niedersächsischen Reichskreis, wobei er dort für die Ziele der kaiserlichen Partei die Unterstützung seines Halbbruders Leonhard in Lüneburg fand. Im Jahr seines Todes erhielt er die Bestätigung des Reichsritterstands für sich und seine Angehörigen; fortan nannten er und seine Familie sich uneingeschränkt „von Elver“.

## Schriften
- Deliciae apodemicae seu select. discurs. ethico-politic. sylloge, Leipzig 1611
- Deambulationes vernae quibus ruralis philosophia ad unguem discutitur: naturae matris divitiae et philosophiae deliciae, Frankfurt am Main 1620